# Hockeria eriensis
Hockeria eriensis is een vliesvleugelig insect uit de familie bronswespen (Chalcididae). De wetenschappelijke naam is voor het eerst geldig gepubliceerd in 1942 door Wallace.